# خطوط میس
خطوط میس (انگلیسی: Mees' lines) یا خطوط آلدریچ–میس خطوط سفید رنگی هستند که در ناخن‌های انگشتان دست و پا (لوکونیشیا) به وجود می‌آیند.
خطوط میس معمولاً نوارهای سفیدی هستند که از عرض ناخن عبور می‌کنند. همان‌طور که ناخن رشد می‌کند، خطوط میس به سمت انتها حرکت می‌کنند و در نهایت با کوتاه کردن آنها، ناپدید می‌شوند.

## علل
خطوط میس ممکن است شبیه آسیب به ناخن باشد که نباید با خطوط میس ناشی از بیماری اشتباه گرفته شود.
خطوط میس پس از یک دوره مسمومیت با آرسنیک، تالیم یا سایر فلزات سنگین یا سلنیم، مادهٔ افیونی MT-45 ظاهر می‌شوند، و همچنین می‌توانند در صورت ابتلا به نارسایی کلیه ظاهر شوند. خطوط میس گاهی در بیماران شیمی درمانی نیز مشاهده شده‌اند.
این نشانه پزشکی نامش را از یک پزشک هلندی به نام «ر. آ میس» می‌گیرد که نخستین بار در سال ۱۹۱۹ آن را به‌دقت توصیف کرد. البته سال‌ها قبل «ئی.اس. رینولدز» بریتانیایی در سال ۱۹۰۱ و همچنین پزشک آمریکایی «سی.جی. آلدریچ» نیز در سال ۱۹۰۴ آن را گزارش کرده بود.